# Renata Elizaveta Kallosh
Renata Ernestovna Kallosh (Russisch: Рената Эрнестовна Каллош, Renata Ernestovna Kallosj) (Tsjernivtsi, 16 januari 1943) is hoogleraar aan het Departement Natuurkunde van de Universiteit van Stanford en een van de meest gerenommeerde experts op het gebied van de theoretische natuurkunde. Ze is vooral bekend door haar bijdragen aan de snaartheorie, in het bijzonder door het vinden van de eerste modellen van de versnelde uitdijing van het heelal. Ze ontwikkelde deze theorie samen met Sandip Trivedi, Andrei Linde en Shamit Kachru.

## Opleiding en carrière
Renata Kallosh studeerde in 1966 af in de Natuurkunde aan de Lomonosov Universiteit (Moskou). Ze promoveerde in 1968 aan het Lebedev Instituut voor Fysica in Moskou en werkte daar vervolgens van 1981 tot 1989 als hoogleraar. Daar ontmoette zij ook Stephen Hawking die haar uitnodigde in Cambridge. Vanaf 1988 werkte ze twee jaar bij CERN, Zwitserland. Vanaf 1990 werkt ze als hoogleraar natuurkunde aan de Stanford University, Californië. 

## Vakgebied
Kallosh is expert op het gebied van de snaartheorie, zwaartekracht, zwarte gaten, kosmologie van het vroege heelal en de eigenschappen van donkere energie. Daarnaast is zij een van de uitvinders van het 'attractor mechanisme' in de zwarte gaten natuurkunde. 

## Onderscheidingen
- Zij ontving een groot aantal onderscheidingen, van over de hele wereld, waaronder de Humboldt International Award en de Lise Meitner Prize van de Universiteit van Göteborg en Chalmers.
- In 2014 ontving zij een eredoctoraat van de Rijksuniversiteit Groningen. Kallosh werd genomineerd voor het eredoctoraat van de Faculteit der Wiskunde en Natuurwetenschappen vanwege haar grote invloed op het gebied van de theoretische natuurkunde en omdat ze een inspiratie is voor een hele generatie studenten en onderzoekers.[7]

## Publicaties
- Cosmological Attractor Models and Higher Curvature Supergravity (2014)
- More on Universal Superconformal Attractors (2014)
- Planck 2013 and Superconformal Symmetry (2014)
- Overzicht van de publicaties van Renata Kallosh

## Persoonlijk leven
Professor Kallosh is getrouwd met Andrei Linde. Ze hebben twee zonen.